# Capital-Airlines-Flug 20
Am 18. Januar 1960 stürzte eine Vickers 745D Viscount auf dem Capital-Airlines-Flug 20, einem Inlandslinienflug von Washington, D.C., nach Norfolk, nahe Charles City ab, wobei alle 50 Insassen starben.

## Flugzeug und Insassen
Die Vickers Viscount mit dem Luftfahrzeugkennzeichen N7462 war am 2. März 1957 werksneu an die US-amerikanische Fluggesellschaft Capital Airlines ausgeliefert worden. Das Flugzeug war mit vier Turboproptriebwerken des Typs Rolls-Royce Dart 510 ausgestattet.
Die Besatzung bestand aus dem 50-jährigen Flugkapitän James Fornasero, dem 36-jährigen Ersten Offizier Philip H. Cullom, Jr. sowie zwei Flugbegleiterinnen. An Bord befanden sich 46 Passagiere.

## Verlauf

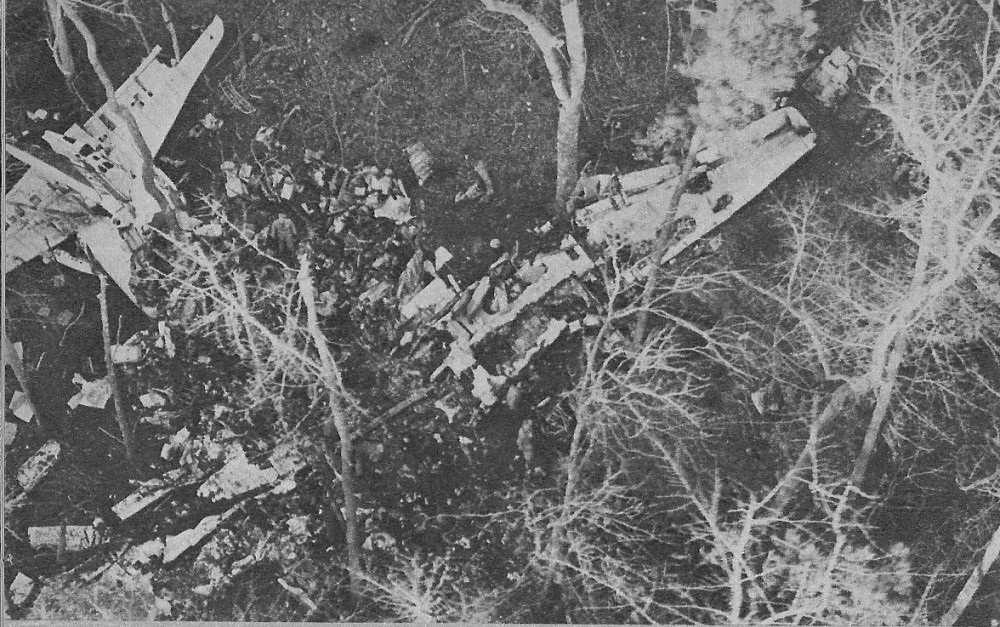
Trümmer des verunglückten Flugzeugs

Capital-Airlines-Flug 20 war ein Liniendienst vom Chicago Midway Airport über den Washington National Airport zum Norfolk Municipal Airport. Auf dem Flug am 18. Januar 1960 erfolgte ein außerplanmäßiger Tausch des Flugzeugs beim Zwischenstopp in Washington. Die Startmasse der auf dem Teilabschnitt nach Norfolk eingesetzten Vickers Viscount lag im erlaubten Bereich.
Das Flugzeug verließ um 21:30 Uhr die Parkposition am Terminal. Während die Maschine zur Startbahn 36 rollte, erhielt die Besatzung das einzuhaltende Abflugverfahren vom Fluglotsen im Tower genannt. Es sah eine Linkskurve nach dem Start und den Überflug von Springfield (Virginia) in 3.000 Fuß (1.000 m) Höhe vor. Im Anschluss sollte die Maschine auf die Luftstraße Victor 3 in Richtung des Drehfunkfeuers Brooke (VOR Brooke) eindrehen und auf eine Reiseflughöhe von 8.000 Fuß (2.440 Meter) steigen.
Das Flugzeug hob um 21:40 Uhr ab und die Piloten wechselten auf die Frequenz der Abflugkontrolle. Nachdem die Vickers Viscount Springfield überflogen hatte, nahm die Besatzung Kontakt mit der Bezirkskontrolle in Washington auf, welche daraufhin das Flugzeug zum Steigen und Halten einer Höhe von 8.000 Fuß anwies. Die Flugsicherung erteilte eine Freigabe über die Luftstraße Victor 3 zum VOR Brooke, dann über die Luftstraße Victor 286 nach Tappahannock und schließlich über die Luftstraße Victor 213 zum VOR Hopewell in der freigegebenen Flughöhe von 8.000 Fuß nach Norfolk zu fliegen. Die Piloten meldeten gegen 21:53 Uhr das Erreichen des VOR Brooke und die voraussichtliche Überflugzeit von Tappahannock um 22:02 Uhr. Die Radarunterstützung wurde nach Erreichen des Drehfunkfeuers Brooke beendet. Um 22:01 Uhr, während das Flugzeug in 8.000 Fuß über Tappahannock flog, meldeten die Piloten, dass sie vermutlich um 22:12 Uhr das VOR Hopewell erreichen würden. Etwa vier Minuten später erhielten die Piloten folgende Anweisung: „Capital 20 freigegeben zum ILS Outer Marker Norfolk über Tappahannock, Luftstraße Victor 231, dann über Radial 140 Hopewell nach Deep Creek, direkt zum Outer Marker Norfolk, Höhe 8000 (2.440 m) halten, rufen Sie Norfolk Radar auf Frequenz 118.5 über Hopewell“ („Capital 20 cleared to the Norfolk ILS Outer Marker from over Tappahannock, Victor Airway 213 Hopewell, then via the Hopewell 140 degree radial to Deep Creek, direct to the Norfolk Outer Marker, to maintain 8.000, contact Norfolk Radar on frequency 118.5 over Hopewell“). Die Besatzung bestätigte die Anweisung. Dies war der letzte Funkkontakt mit den Piloten. Der Funkverkehr lieferte keine Hinweise auf Schwierigkeiten. Um 22:19 Uhr schlug das Flugzeug elf Kilometer ostnordöstlich von Charles City im Bundesstaat Virginia auf, wobei alle 50 Insassen ums Leben kamen.

## Ursache
Als Ursache wurde ein Versagen aller vier Triebwerke durch Vereisung festgestellt. Dies geschah, weil die Piloten das Triebwerks-Eisschutzsystem zu spät eingeschaltet hatten, während das Flugzeug durch Vereisungsbedingungen flog. Es wird angenommen, dass noch in 8000 ft (2.440 m) zwei der vier Triebwerke ausfielen. Die Piloten entschieden sich vermutlich, auf eine niedrigere Flughöhe zu sinken, um die Triebwerke neu zu starten. Während des Sinkflugs fielen die beiden anderen Triebwerke ebenfalls aus und die Propeller wurden automatisch in die Segelstellung gebracht. Nach dem Ausfall aller Triebwerke wurde die Energieversorgung noch kurzzeitig über die Bordbatterie sichergestellt. Untersuchungen ergaben, dass die Ladung der Batterie innerhalb von einer bis maximal eineinhalb Minuten so weit abgesunken war, dass sie nicht mehr ausreichte, die Propellerblätter aus der Segelstellung zu bringen. Dies war jedoch Voraussetzung für den Neustart der Triebwerke.
Weil es durch den Verlust der Stromversorgung nicht möglich war, die Triebwerke aus der Segelstellung zu bringen, steuerten die Piloten das Flugzeug in einen Sturzflug, um auf diese Weise die Propeller aus der Position zu zwingen. Schließlich gelang es ihnen, Triebwerk Nr. 4 (rechts außen) zu starten. Als die Piloten dieses Triebwerk auf vollen Schub stellten, geriet das Flugzeug in einen Spiralsturz und schlug fast ohne Vorwärtsbewegung in einem Waldgebiet auf. Die Ermittler gingen davon aus, dass es der Besatzung kurz vor dem Aufschlag noch gelang, auch das Triebwerk Nr. 3 (rechts innen) erneut zu starten.

## Sicherheitsempfehlungen
Als daraus resultierende Maßnahme überarbeitete Capital Airlines ihre Notfallchecklisten, entfernte den Punkt „Sinken in ein wärmeres Klima zum Neustarten“ („Descend to a warmer climate for relight“) und unterrichtete die Piloten davon, dass sich die Triebwerke bei korrektem Verfahren in jeder Höhe neu starten lassen.

## Ähnliche Fälle
- Auf dem Aeroflot-Flug 6515 verunglückte eine Antonow An-24 unter ähnlichen Umständen.